# Siyane

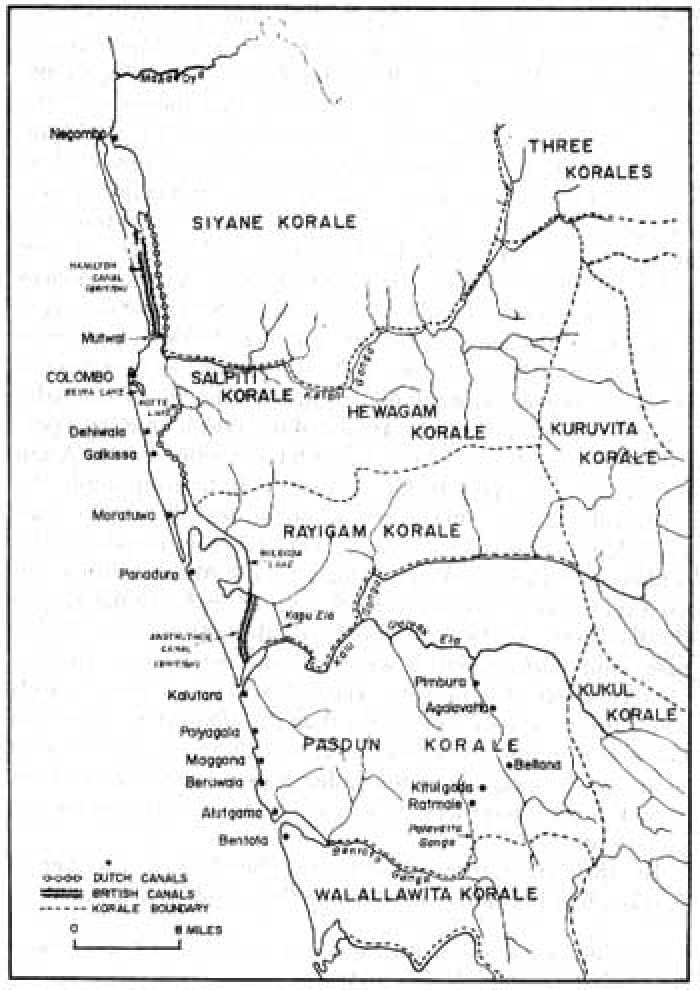
mapa dels korales (districtes) de Ceilan, amb el de Siyane al nord-est de Colombo

Siyane fou un districte de Ceilan existent en l'època colonial, situat al nord-est de Colombo.
El 1734 el districte, dominat pels holandesos, estava en revolta a favor del rei.